# نیکول بارنهارت
نیکول رنی بارنهارت (انگلیسی:Nicole Barnhart) زاده ۱۹۸۱ میلادی در پنسیلوانیا بازیکن تیم ملی فوتبال زنان ایالات متحده آمریکا است.
او در پست دروازه‌بان برای تیم فیلادلفیا ایندپندنس بازی میکند.

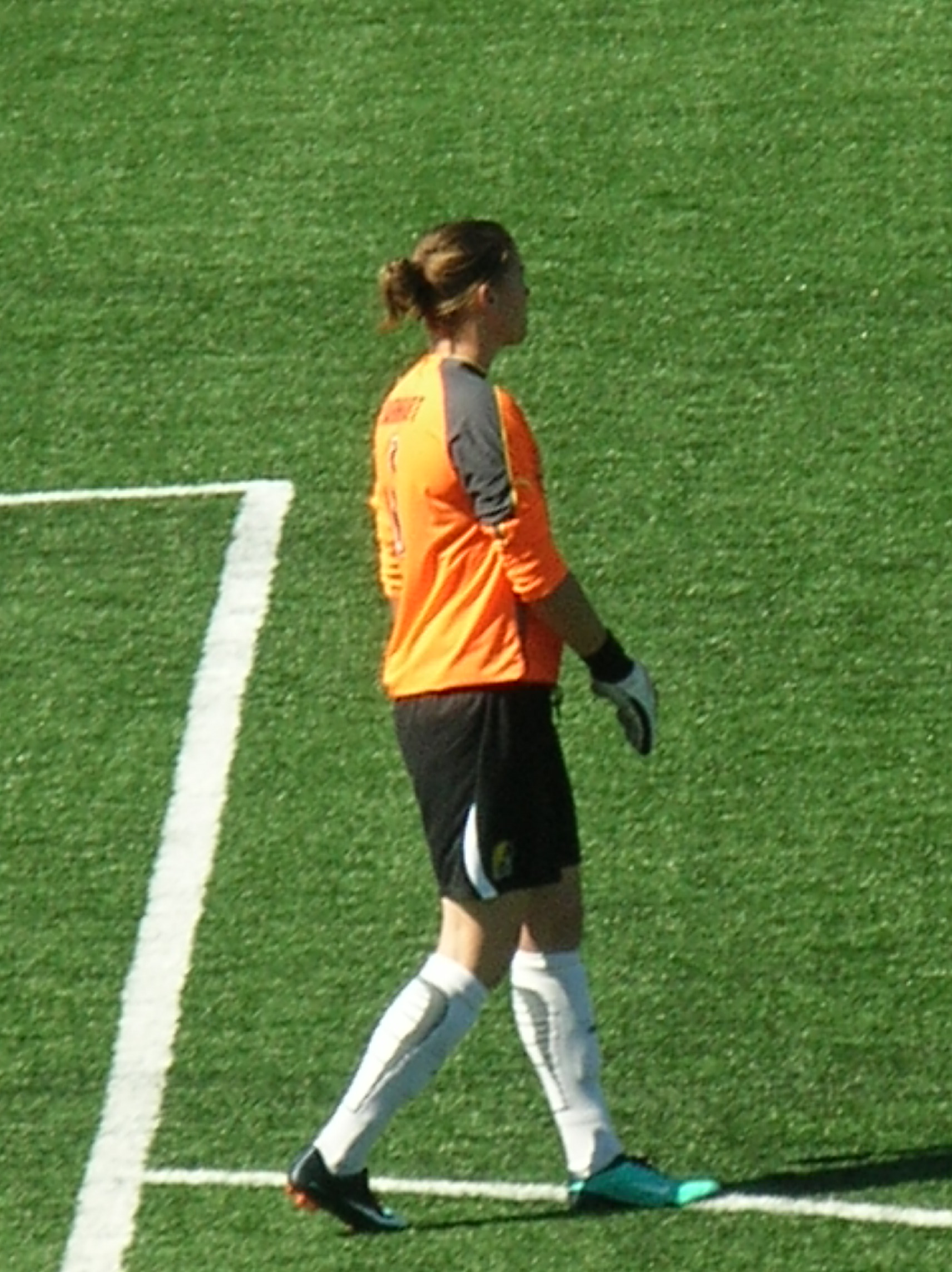